# Pukkisaari (ö i Mellersta Finland, Jyväskylä, lat 62,35, long 26,11)
Pukkisaari är en ö i Finland. Den ligger i sjön Lievestuoreenjärvi och i kommunen Laukas i den ekonomiska regionen  Jyväskylä ekonomiska region  och landskapet Mellersta Finland, i den centrala delen av landet, 250 km norr om huvudstaden Helsingfors. Öns area är 29,6 hektar och dess största längd är 0,8 kilometer i nord-sydlig riktning. Pikku-Pukki utgör öns östspets.